# 退却神経症
退却神経症（たいきゃくしんけいしょう、英: Retreat neurosis）とは、副業には専念できるが、個人に期待される社会的役割である本業からは選択的に退却し、無気力・無関心・抑うつなどを呈する神経症である。精神科医の笠原嘉により提唱された、日本独自の臨床疾患単位である。

## 概説
人間にはそれぞれ期待される社会的役割があるが、そこから選択的・部分的に退却する現代型の神経症（ノイローゼ）である。社会適応に挫折し、抑うつ状態となり、引きこもりなどの陰性の行動化を伴う。退却は陰性の行動化であるため、自分から救いを求めたり、病院を受診したりということは極めて稀である。しかしその様相に反して、本業以外の生活部分では今まで通り活発に行動する（副業可能性を有する）。副業に関する限りは何らの支障も生ぜず、旺盛に活動し、会社を休んでも飲み会や旅行などには赴くことが出来る場合が多い。しかし表面上の行動特性から推察されうる単なる怠け者の逃避とは異なっている。退却神経症者は元来人一倍真面目な努力家であり、第一線で活躍していた人物である。そうした、いわばそれまで勇敢に戦ってきた兵士の突然の撤退であり、「退却」という軍隊用語が用いられたのはこの側面を指してのことである。

## 研究史

### スチューデント・アパシーの研究
退却神経症は1960年代、笠原が大学の長期留年者の中に特有の無気力状態を呈する青年が数多くいることに気がついた事から研究が始まった。大学生の無気力状態は、その後児童の登校拒否症、サラリーマンの欠勤症などと同根の病理であるという認識に至り、それらを包括するノイローゼとして、「退却神経症」という診断カテゴリーが提唱された。退却神経症の原型は時間的に言えば、中学生の登校拒否、学校恐怖にあるという。なお、大学生に特有の無気力状態をあらわす「スチューデント・アパシー」という言葉は、アメリカの精神科医であるウォルターズ（Walters. P）がこの語を用いて類似の報告していたため、敬意を表して症状名に採用したという。

### 退却神経症の展開
退却神経症概念は日本においてその後の研究へ受け継がれており、樽味は内因性うつ病の対極に位置する概念として、退却神経症に類似したディスチミア親和型うつ病を提唱している。市橋は、これらの患者は内因性うつ病ではないが、症候学的には大うつ病性障害の操作的診断基準を満たすため、非うつ病性うつ病として、パーソナリティ障害の精神療法が有効であることを指摘している。牛島は、対人恐怖症、不登校、退却神経症、非精神病性のひきこもりは疾病論的にはDSMにおける社交不安障害から回避性パーソナリティ障害までの線上に位置するが、これらは精神力動的には自己愛性の障害であるという点で共通しており、空想的な理想と現実の自分との間の葛藤を共感的に取り扱うことが必要であると報告している。

## 退却神経症に含まれる概念
- 児童期＝登校拒否症、学校恐怖症（school phobia）
- 青年期＝長期留年者（student apathy）
- 社会人＝出社拒否症、欠勤症（absenteeism）
- 主婦（女性）＝無断欠勤的家庭放棄など

### パーソナリティの特性
抑うつは内因性うつ病とは異なり、現実適応への挫折という実存的な抑うつ（心因性うつ病・神経症性うつ病）のため、治療は精神療法が中心となる。また、薬物療法が奏効する内因性うつ病とは異なり、退却神経症は精神療法的接近（カウンセリング）が求められる。広瀬の逃避型抑うつは内因性うつ病と退却神経症の丁度中間に位置する症状ではないかと笠原は指摘している。また笠原は、退却神経症は現代の知識を持ってすれば回避性パーソナリティおよび自己愛性パーソナリティ、それに軽度の強迫性パーソナリティを持つ人々であることを述べている。

## 病前性格
病前性格として以下の特性が見られる。
- キッチリ型の性格で、元来完全主義の性格である
- 人から拒否されることに過度に敏感で、「叱られる」「意見される」ことに強い抵抗感がある
- 自己愛的傾向を持つ。プライドが高く[注 1]、ぶざまな姿を人に見せられない。人から習うのが苦手である
- 敗北と屈辱を異常なほどに嫌がり、勝負する前に降りてしまうことがある（傷つくことを回避し、万能感の維持を優先）
- オール・オア・ナッシング。
- 「よくできる子」「親の手のかからない子」だった過去があるなど、挫折体験に乏しい
- 女性とのつきあいが下手で、一人よがりが多かったり、過度に甘えたり依存したりする
- どちらかというと社交性に乏しい。人に心を開くことが出来ず、親友や家族ぐるみの付き合いができる相手がいない
- 内因性抑うつ者とは異なり、反省的・自責的ではない。どこかヌケヌケとした印象を与える

## 症状
無気力・無関心・無快楽（快体験の希薄化）が主症状であるが、耐え難い不安、焦燥、抑うつ、葛藤などの主観的な苦痛体験を前景に持たない。また、以下の徴候も示す。
- 陰性の行動化としての「ひきこもり」
- アパシーによって攻撃性を抑えているが、内的世界は紛れもなく怒りと破壊に満ちており、時にそれは外界に投影される
- 実存的な抑うつ状態（内因性うつ病とは異なる）。神経症性抑うつ
- 生きる意味の消失
- 漠然とした不安
- 「もうどうでもよい」という投げやりな気持ちからくる退却心理に起因する過眠
- 「空しい」という感覚（境界例患者の内的空虚感と類似している）[注 2][13]
- 「楽しい」「嬉しい」といった喜びを感じ取る力が落ちる（境界例患者に見られる空虚感に近いものである）
- スプリッティングが生じており、自己分割によって内的葛藤や耐え難い感情を否認している
- 重いタイプでは対人恐怖症状、うつ、軽躁、関係妄想などが見られることがある